# Британська королівська сім'я

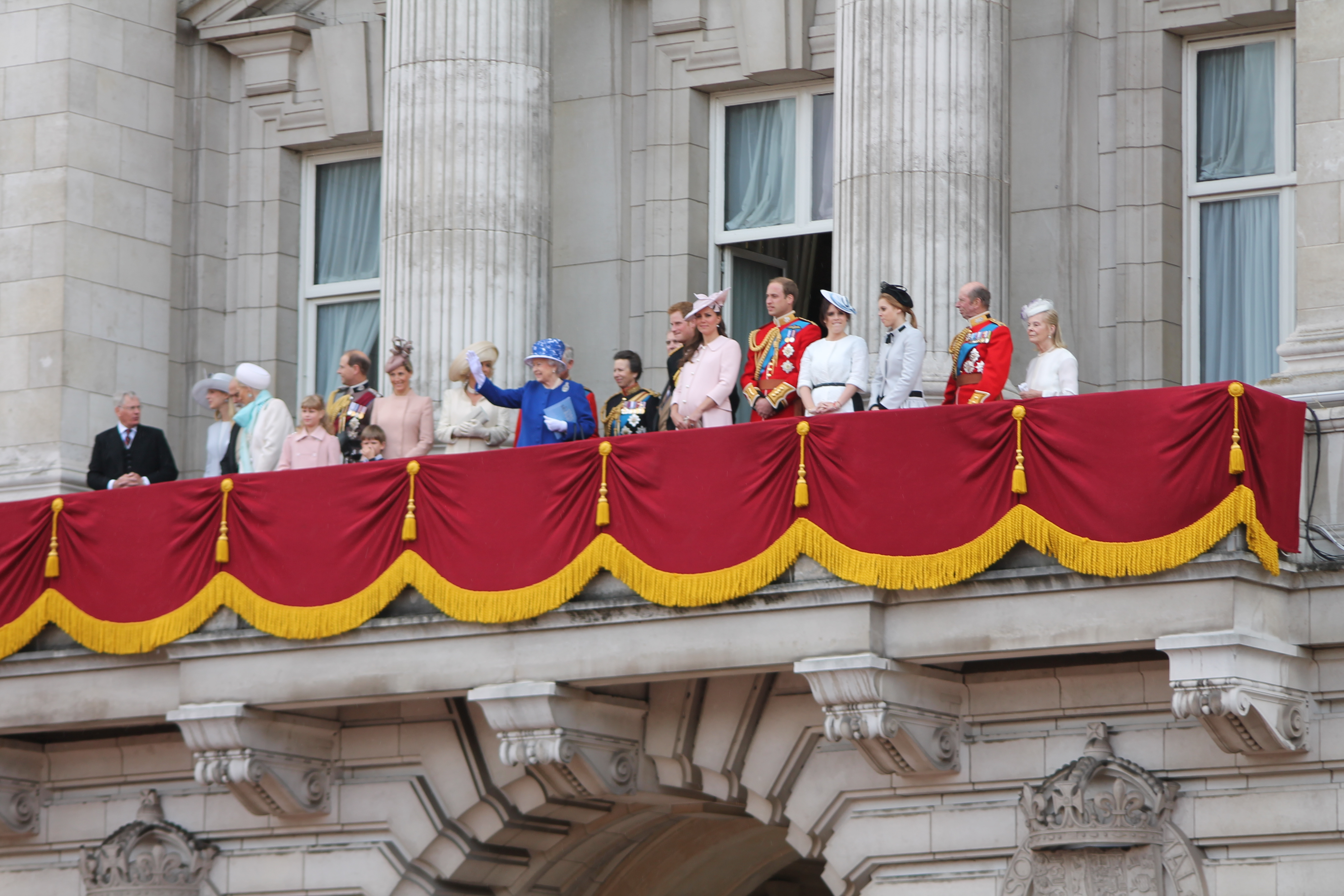
Королівська родина на балконі Букінгемського палацу.

Британська королівська сім'я (англ. British Royal Family) — група близьких родичів монарха Великої Британії. У 1917 році Георг V через війну з Німецькою імперією відмовився від усіх німецьких титулів за себе і спадкоємців і перейменував Саксен-Кобург-Готську династію на дім Віндзорів.

## Юридичні аспекти
У Великій Британії немає чіткого юридичного чи формального визначення члена королівської сім'ї, як правило членами королівської сім'ї вважаються монарх, чоловік монарха, овдовілий чоловік монарха, діти монарха, онуки монарха по чоловічій лінії, подружжя і овдовілі дружини синів і онуків по чоловічій лінії монарха. Члени британської королівської сім'ї носять титули Їх Королівської Величності і Їх Королівської Високості.
Історично члени британської королівської сім'ї представляли монарха по всій Британській імперії і займали відповідальні та представницькі пости, на сьогоднішній день вони виконують церемоніальні та соціальні функції як у Великій Британії, так і за кордоном, і крім монарха не мають ніякої конституційної ролі в справах уряду.